# Concierto para violín n.º 3 (Mozart)
El Concierto para violín n.º 3, "Straßburg", en sol mayor, K. 216, fue compuesto por Wolfgang Amadeus Mozart en Salzburgo en 1775, cuando Mozart tenía tan solo diecinueve años de edad.

## Estructura
La pieza musical consta de tres movimientos:
- I. Allegro.
- II. Adagio.
- III. Rondó.

### I. Allegro
En el primer movimiento, el solista toca junto con los primeros violines durante el tutti orquestal. El tema principal es brillante e imponente, seguido por una sección central menor y entonces regresa al tema principal.
El Allegro está en forma sonata, iniciándose con un brillante tema en sol mayor, interpretado por el acompañamiento. El tema principal es una espléndida y alegre conversación entre el violín solo y el acompañamiento, seguida por una modulación a re mayor, y a continuación a re menor. El Concierto experimenta en otras tonalidades pero no se asienta en ninguna y, finalmente, vuelve a la tónica (sol) mayor en la recapitulación con la ayuda de la cadenza.

### II. Adagio
El segundo movimiento está también en forma ternaria, y en la tonalidad de la dominante: re mayor. La orquesta comienza interpretando el hermoso y célebre tema principal, que es imitado por el violín una octava por encima. Los vientos interpretan entonces un motivo de danza en la mayor, que concluye el violín por sí mismo. 
Tras la conclusión en la mayor, el violín interpreta de nuevo el tema principal, permaneciendo en la misma tonalidad. Al final de la frase, cuando debería haber sonado el la natural, se escucha un la sostenido, y la melodía modula a si menor, en un pasaje limpio y trágico. Pronto, vuelve de nuevo a la mayor, y luego a la tonalidad de inicio (re mayor) a través del tema principal. Tras la cadenza, y como algo realmente extraño en la música de Mozart, el violín interpreta una vez más el tema principal (que hacia el final de la frase parece "derretirse"), concluyendo el movimiento en re mayor.

### III. Rondó
El tercer movimiento es un rondó allegro. Tras el tema principal y un breve y solitario pasaje interpretado tan solo por los oboes, el violín solo entra con una melodía diferente que modula a re mayor. Un brillante y agudo pasaje en re mayor es seguido por un pasaje descendente, cuya línea melódica conduce finalmente al sol mayor de las cuerdas y se repite desde el pasaje descendente. Tras la segunda vuelta, el violín toca la línea de los oboes solos de la introducción. A continuación, una escala cromática interpretada por el violín conduce al tema principal, del que la orquesta toca la segunda repetición y cambia repentinamente a mi menor, tono en que el violín hace sonar exactamente el mismo tema con el que entró (mi menor es la tonalidad relativa menor del tono original). Cuando el tema se repite, cambia de nuevo súbitamente a mi menor. La pequeña cadenza en mi menor introduce al tema principal en sol mayor, por parte del solista (ya acompañado por la orquesta).
Tras un par de compases en re mayor tocados por la orquesta, la música viaja del Allegro a un Andante en sol menor, casi a la manera de una forma scherzo-trío. La cuerda interpreta corcheas que saltan mientras el violín toca el tema identificado como  "Strassburg" gracias a una melodía etiquetada como 'à la mélodie de Strassbourger' encontrado en una colección publicada en 1813  y finalmente lleva al Allegretto en sol mayor. El violín hace sonar un tema juguetón de negras, y luego la orquesta interpreta brillantes y veloces tresillos, con los que repite el tema juguetón, mientras que el violín intenta hacer alarde de virtuosismo interpretando otro tema, también a base de tresillos. Los veloces pasajes paran, y el violín pasa a tocar un tema más ceremonioso, a la manera de una musette. Este patrón sonará dos veces más hasta que el violín concluya el tema rápido con un débil sol, y cambie al primo tempo (tiempo inicial del movimiento). 
Tras unos cuantos compases, el tema con el que entró el violín solo vuelve a sonar, pero esta vez como una variación en la menor. El violín toca el tema principal en sol menor, y la orquesta lo imita en su forma original en sol mayor. Después tiene lugar la típica variación que el solo tocó al principio, esta vez en la tonalidad de la tónica. El violín toca otra pequeña cadenza que conduce a la última interpretación del tema principal. La orquesta lo interpreta una vez más, una octava más grave. 
A pesar de que el concierto finalice de forma pomposa, Mozart eligió para ponerle fin una nueva exposición del tema de los oboes solos en sol mayor, logrando el efecto de una "desaparición" de la música.